# Telamó (ciutat)
|  | Per a altres significats, vegeu «Telamó». |

Telamó (en llatí Telamon, en grec antic Τελαμών) va ser una ciutat d'Etrúria que deriva el seu nom de l'heroi mitològic Telamó, que acompanyava als argonautes en el seu viatge, segons explica Diodor de Sicília.
No hi ha cap dubte que era una ciutat etrusca però no apareix esmentada fins a l'any 225 aC, ja sota domini romà, quan es va lliurar a la rodalia una gran batalla, la batalla de Telamó, entre els romans i els gals cisalpins que havien entrat a la regió i que van ser interceptats pels consols Gai Atili Règul i Luci Emili Pap que van derrotar els invasors. Es diu que els romans van matar 40.000 homes i van fer deu mil presoners entre ells els seus caps. L'any 87 aC es torna a fer menció de Telamó, quan Gai Mari va desembarcar en aquella ciutat quan va tornar del seu exili i va començar a reclutar un exèrcit.
Va ser una ciutat romana durant l'Imperi, i va tenir una certa importància degut al seu port, del que en parlen tant Plini el Vell com Pomponi Mela. Claudi Ptolemeu només menciona el promontori de Telamó. Encara existia al segle iv, perquè consta a la Taula de Peutinger, però després es va despoblar i se suposa que va estar deshabitada fins que al segle xiv es va construir un castell i va sorgir un llogaret al costat que és l'origen de l'actual vila de Telamone.